# Cypern
 For alternative betydninger, se Cypern (flertydig). (Se også artikler, som begynder med Cypern)
Cypern (græsk: Κύπρος (tr. Kýpros), tyrkisk: Kıbrıs) er en ø i Middelhavet ca. 100 km syd for Tyrkiet.
Internationalt er Republikken Cypern (græsk: Κυπριακή Δημοκρατία (tr. Kypriakí Dimokratía), tyrkisk: Kıbrıs Cumhuriyeti) anerkendt som hele øens retmæssige regering, men den kontrollerer kun de sydlige to tredjedele af øen. I 1974 besatte Tyrkiet den nordlige tredjedel af øen. Siden er Nordcypern (TRNC) blevet oprettet, men den anerkendes kun af Tyrkiet. Omvendt anerkender Tyrkiet ikke den græsk-cypriotiske regering på sydøen, heller ikke som regering over den sydlige del af øen. Før august 1974 var fordelingen af befolkningen på Cypern 80 % græsk og 20 % tyrkisk. Delingen af Cypern består efter august 1974, af en i stor grad etnisk græsk del og en etnisk tyrkisk del. I daglig tale omtales de to områder som "den græske" og "den tyrkiske del" af Cypern. Den græsk-kontrollerede del omfatter 59,74%, den tyrkisk-kontrollerede del 34,85%, FN's stødpudezone 2,67% og de britiske militærbaseområder 2,74% af arealet.
Den dag i dag er der venstrekørsel på Cypern. 
Det juridiske system var i begyndelsen en kopi af det britiske.

## Etymologi
I oldtiden kaldte de indfødte Cypern for Alashiya. I Mari, en storby ved Eufrats højre bred i vore dages Syrien, drejede alle lertavler om Alashiya sig om import af metal: Enten kobber (sumerisk urudu –  akkadisk eru) eller bronze (sumerisk zabar – akkadisk siparru). Romerrigets vigtigste forekomst af kobber lå på Cypern, og det oprindelige latinske ord for "kobber", cyprium, senere forenklet til cuprum, kommer af øens græske navn, Cypern. Cyprioterne begyndte at bearbejde kobber i det tredje årtusinde f.Kr, da de lavede redskaber af lokalt forekommende, rent kobber, som flere steder lå synligt på jordoverfladen.

## Historie
De ældste beboelser går tilbage til 7.000 f.Kr. Bosættelserne var koncentreret langs nord- og sydkysten. Der er fundet rester af fartøjer af sten og potteskår fra denne periode. Omkring 3000 f.Kr begyndte man at udnytte øens rige kobberressourcer, som har givet navn til øen. Det bragte stor velstand til øen, der begyndte at handle især med Lilleasien, Egypten og de omkringliggende øer. Omkring 1200 f.Kr. kom en bølge af indvandrere fra Grækenland med deres sprog, religion og kultur. De byggede bl.a. byen Paphos. Øens velstand voksede, selv om den blev besat og domineret af Syrien, Egypten og Persien.
Alexander den Store slog perserne, og Cypern blev en del af hans verdensrige. Efter hans død blev Cypern en del af det hellenistiske rige, og hovedstaden var nu Paphos.
Cypern blev også opslugt af det romerske imperium som en provins under Syrien. På en af sine mange rejser kristnede missionæren Paulus øens statholder, Sergius Paulus, og Cypern blev det første land med kristent styre. Hans følgesvend Barnabas vendte senere tilbage til Cypern, hvor han var født, og blev øens første biskop. Han led senere martyrdøden og blev begravet i hemmelighed. Men først i det 4. århundrede sejrede kristendommen på Cypern, som i det øvrige Romerrige.
I år 58 blev Cypern en romersk provins. Det varede til Romerrigets deling i år 395, hvor Cypern blev en del af det østromerske rige styret fra Byzans. Konstantin den Stores moder siges at havde besøgt Cypern på rejse fra Det hellige land med rester af Jesu kors. Hun grundlagde Stavrouni-klostret. Flere jordskælv i det 4. århundrede ødelagde store dele af øens byer. Nye byer og mange kirker blev bygget. Hovedstaden flyttede nu til Konstantinopel. Øen var udsat for angreb både af tyrkere og sørøvere.
Cypern havde en central position for korsridderne i det 12. århundrede og blev et støttepunkt for de korsfarere, der tog til Jerusalem. På vej til Jerusalem strandede Richard Løvehjerte på Cypern, som han indtog 1191. Han giftede sig i Limassol med Berengaria af Navarra, som blev kronet til engelsk dronning. Richard solgte øen til Tempelridderne for 100.000 dinarer, og senere gik den til den franske adelsmand Gur af Lusignan, der havde været konge af Jerusalem.
Også en dansk konge besøgte Cypern: Erik Ejegod (1056-1103) kom hertil på pilgrimsrejse til Det hellige land sammen med sin dronning Bodil. Han døde i Paphos og blev begravet i den byzantinske domkirke. Hans dronning rejste videre til Jerusalem, hvor hun døde på Oliebjerget.
I ca. 100 år var øen underlagt Venedig, som ombyggede og befæstede byerne for at kunne modstå angreb fra osmannerne (tyrkerne). I 1570-1571 blev Cypern erobret og besat af Osmannerriget under sultan Selim 2., som udryddede en stor del af øens befolkning. Ved den græske uafhængighedskrigs udbrud i 1821 blev øens ærkebiskop, tre biskopper og hundredvis af ledere henrettet. I den periode var osmanniske embedsmænd indsat i alle embeder, og et stort antal købmænd og soldater flyttede til øen. Nutidens tyrkisk- cypriotiske indbyggere er deres efterkommere.
I 1777 udgjorde de kristne 44 procent af befolkningen, svarende til 84.000 indbyggere. 100 år efter i 1877 udgjorde den kristne befolkning 75 procent, svarende til 185.000 indbyggere.

### Den engelske besættelse
Fra 1878 til 1960 var Cypern under britisk administration som led i en handel, hvor England forpligtede sig til at hjælpe Tyrkiet mod Rusland. Indtil 1914 var Cypern formelt stadig en del af det Osmanniske Rige. Det fik dog ende, da Osmannerne deltog i 1. verdenskrig på Centralmagternes side, og i 1925 blev Cypern en engelsk kronkoloni. Det fik politiske aktivister til at kræve et selvstændigt Cypern i union med Grækenland (enosis).
I 1954 fremsatte England et forslag om begrænset selvstyre for Cypern. Forslaget accepteredes af den tyrkiske del af befolkningen, men ikke af den græske, som indledte en befrielseskrig, der varede i næsten fem år. Den græske modstandsgruppe blev ledet af oberst Georgios Grivas.
1955 begyndte Cypern-krisen (1955–64):

Den 1. april 1955 begyndte militærkonflikten "The Cyprus Emergency" (dansk: Cypern-nødsituationen) mellem det Britiske Imperium, EOKA og TMT. 
I august 1958 blev en våbenhvile aftalt [mellem befolkningsgrupperne der var i kamp med hinanden]; våbenhvilen blev overholdt.
London-Zürich-aftalerne i 1959 var et resultat af "The Cyprus Emergency".
Marts 1959 gik Grivas i eksil, som en del af våbenhvile-aftalen; hans eksil var et ønske fra Storbritannien.
Det nationale græske kontingent var på 950 mand.

#### Grundloven til Kypros
Zürich-aftalen af 19. februar 1959: Storbritannien, Grækenland, Tyrkiet samt delegationer fra græsk-cyprioterne og tyrkisk-cyprioterne nåede i februar 1959 til enighed om oprettelsen af republikken Cypern. 
Uden deltagelse fra græsk eller tyrkisk side leverede Storbritannien omridset af en grundlov, der blev accepteret af begge sider. Zürich-aftalen siger blandt andet, at 
- Både taksim og enosis skal forbydes.
- Storbritannien, Grækenland og Tyrkiet forpligtigede sig til at garantere republikken Cyperns eksistens som en fri og selvstændig stat.
- Aftalen gav det tyrkisk-cypriotiske mindretal omfattende garantier.
- Som en del af aftalen beholdt Storbritannien to baser på øen - Sovereign Base Areas: Akrotiri og Dhekelia.

### Efter erklæringen af uafhængighed
Uafhængigheden blev erklæret den 16. august 1960, og den 1. oktober 1960 fik Cypern selvstyre. Dagen blev Cyperns uafhængighedsdag. Cyperns første præsident blev ærkebiskop Makarios, som havde været den politiske leder af den græsk-cypriotiske befrielsesbevægelse. Den militære leder af den græsk-cypriotiske befrielsesbevægelse, oberst Grivas, erklærede at han ville fortsætte kampen for at skabe en stat med tæt tilslutning til Grækenland (enosis). Denne erklæring gjorde, at det tyrkisk-cypriotiske mindretal begyndte at bevæbne sig, og at forholdet mellem de to befolkningsgrupper forblev anspændt. 
De omfattende garantier til det tyrkisk-cypriotiske mindretal i Cyperns forfatning gjorde, at statsapparatet ikke kunne fungere, da alle forslag skulle godkendes af begge parter. Som en følge heraf ønskede en stadig større del af det græske flertal en tættere tilknytning til Grækenland (enosis). De græsk-cypriotiske ledere overvejede at lade forfatningen sætte ud af kraft evt. med magt, medens de tyrkisk-cypriotiske ledere truede med væbnet modstand under det tidligere motto ”deling eller døden”. Mistilliden mellem de to befolkningsgrupper fortsatte med at vokse.
November 1963: Et lovforslag fra præsident Makarios søgte at ændre grundloven på 13 punkter. Den 16. december blev forslaget forkastet af tyrkisk-cyprioternes ledelse. 13-punkts lovforslaget var angivelig en del af Akritas-planen.

### Krisen i 1963-64 og dens etniske vold
Krisen i 1963-64 resulterede i dødsfald: 364 tyrkisk-cyprioter og 174 græsk-cyprioter ifølge Pierre Oberling. Den 21. december 1963 udløstes en væbnet konflikt, Bloody Christmas (dansk: Blodige Jul). Paramilitære styrker udfoldede sig. Kamphandlinger brød ud mellem befolkningsgrupper flere steder på øen.
Det tyrkisk-cypriotiske kvarter i Nicosia blev omringet og angrebet; Tyrkiet truede med at besætte Cypern.
Gadekampe i Nicosia varede i en uge.
Den 23. december i Larnaca udbrød skydning og fortsatte sporadisk, til britiske styrker begyndte at patruljere den 28. december langs en våbenhvile-linje.
Den 26. december skete en større træfning i Kyrenia-passet; hovedvejen fra nordkysten til Nicosia gik via passet; en styrke af græsk-kyprioter blev slået tilbage af tyrkisk-cyprioter.
Akritas-planen blev sat i værk, og tyrkisk-cypriotisk deltagelse i den fælles administration ophørte den 23. december 1963; tyrkisk-cypriotiske statsansatte fra laveste niveau op til og med vicepræsident Fazıl Küçük forsvandt fra statsapparatet.
Storbritannien greb ind politisk og fik ved drøftelser med lederne af de stridende parter forhandlet sig frem til en våbenhvile, som indebar etablering af en neutral zone, Den grønne Linje, i Nicosia. Græsk-cypriotiske og tyrkisk-cypriotiske enheder skulle trækkes tilbage til fastlagte våbenstilstandslinjer.
Den 25. december accepterede præsident Makarios våbenhvilen. På Den grønne Linje indsatte Storbritannien to bataljoner (ca. 1.500 mand) for at sikre at kampene ikke brød ud igen. Briterne sendte endvidere forstærkninger til øen, som  blev indsat til at holde parterne adskilt i andre brændpunkter på øen.
FN's sikkerhedsråd behandlede Cypern-problemet den 15. februar i et møde indkaldt af Storbritannien; kontrollen over "begge cypriotiske samfunds" militser, gjorde at [synspunkterne til] begges repræsentanter ikke blev undermineret i sikkerhedsrådet. Volden i Agios Theodoros førte til flere dødsfald.

#### Efter beslutningen om FN-styrken
Beslutningen om at opstille en FN-styrke blev vedtaget af sikkerhedsrådet den 4. marts. 
FN-styrken skulle i samarbejde med de britiske styrker overvåge våbenhvilen. Forende Nationers Fredsbevarende Styrker på Cypern (UNFICYP) blev udstationeret.
27. marts - 13. juni 1964 var en voldsperiode. UNFICYP er ikke i stand til at at standse volden i Famagusta.
I 1964 forsøgte Tyrkiet at besætte Cypern på grund af den fortsatte vold mellem befolkningsgrupperne. Tyrkiet blev standset af et telegram (dateret d. 5. juni) fra USA's præsident Lyndon B. Johnson; telegrammet advarede om, at USA ikke ville stå på Tyrkiets side, hvis en tyrkisk besættelse af Cypern blev fulgt af en sovjetisk besættelse af tyrkisk territorium.
I juni 1964 blev den cypriotiske nationalgarde grundlagt; vetoet fra vicepræsident Fazıl Küçük blev ignoreret. Værnepligt blev indført den samme måned som følge af truslen om en tyrkisk besættelse.
Regeringen i Grækenland var fortvivlet over den "uorden og anarki", der var fremherskende på øen på grund af det store antal våben i hænderne på udisciplinerede bander, så regeringen i Grækenland sendte general Grivas tilbage til Cypern ifølge historikeren Keith Kyle.
Den 14. juni 1964 kom general Grivas tilbage til Cypern. Volden begrænses i en periode "efter general Grivas tilbagekomst, og begge ... [etniske grupper] koncentrerer sig om at reorganisere deres bevæbnede styrker". Bortførelser af tyrkisk-cyprioter langs vejer standser; i stor grad drejer volden sig om hævndrab, skydning mellem gjetere fra forskellige landsbyer, og skydning på tværs af barrikaderne langs Den grønne Linjen i Nicosia.

#### Styrkeopbygning i Tylliria og kamp i Kokkina
I Tylliria-regionen fandtes tyrkisk-cypriotiske vejspærringer på rigsvejen langs kysten. 
Cyperns regering var overbevist om, at væsentlige mængder af våben og mandskap blev smuglet ind på øen via Kokkinas strande. 500 tyrkisk-cypriotiske studerende, der havde studeret i Tyrkiet, havde modtaget militærtræning og var allerede landet i Kokkina; disse forstærkninger blev hindret i at forlade området af græsk-cypriotiske vejspærringer. Tyrkisk-cypriotiske landsbyer omkring Kokkina blev angrebet den 6. august af den cypriotiske nationalgarde og  den græske hær; tyrkisk-cypriotiske civile og kombattanter trak sig tilbage til et begrænset strandområde, hvor de blev udsat for artilleribeskydning. Den 7. august blev slagmarken overfløjet af tyrkiske fly, som skød mod havet, for at sætte magt bag ultimatummet om at standse angebet mod landsbyerne. Den 8. august angreb tyrkiske kampfly den cypriotiske nationalgarde og styrker fra den græske hær.
Cyperns regering besluttede den 9. august at overholde FN-sikkerhedsråds våbenhvile-resolution.
Kamphandlingerne i Tylliria førte til en afbrydelse i overvejelserne om Acheson-planen.

### Efter FN-sikkerhedsråds våbenhvile-resolution i trådte i kraft
Den 10. august 1964 trådte våbenhvilen i kraft og UNFICYP etablerede observationsposter omkring Kokkina og Limnitis.
Under juntastyret i Grækenland fra 21. april 1967 til 1974 var der overvejende roligt på Cypern, dog gennemførte begge parter væbnede operationer med tab af menneskeliv på begge sider.
Den 15. november 1967 blev Agios Theodoros angrebet af den cypriotiske nationalgarde.
Fazıl Küçük var chef for den provisoriske regering (i den tyrkisk-kontrollerede zone).

### Efter statskuppet
I 1974 gennemførtes et militærkup mod præsident Makarios af græsk-cypriotiske militærenheder støttet af det græske militærdiktatur. Makarios søgte beskyttelse på den britiske base i Akrotiri, hvorfra han via England kom til New York. Her anmodede han FN om hjælp. Efter kuppet blev der gennemført flere etniske udrensninger af det tyrkiske mindretal. Tyrkiet, som var en af garantimagterne bag dannelse af et selvstændigt og frit Cypern, følte sig tvunget til at intervenere og beskytte den tyrkiske befolkningsgruppe.

### Efter Tyrkiets invasion

#### Tyrkiets invasion af Cypern
Tyrkiet besatte i løbet af kort tid 40 procent af øen i sommeren 1974. Den tyrkisk-cypriotiske lokalbefolkning flygtede til den tyrkiskbesatte del, mens den græsk-cypriotiske lokalbefolkning flygtede eller blev tvunget til at flygte til den resterende del af Cypern, som stadig var under græsk-cypriotisk kontrol. 
Den 16. august 1974 blev de besatte områder under tyrkisk kontrol erklæret for Den tyrkisk-cypriotiske Forbundsstat med Rauf Denktaşh som leder. 
Den 15. november 1983 kaldte Tyrkiet Nordcypern for Den tyrkiske republik Nordcypern, der dog kun blev anerkendt af Tyrkiet.

#### Møder i 1997
I forsøget på at få Cypern optaget i EU mødtes Klerides og Rauf Denktash flere gange i 1997. Disse møder, der havde deltagelse fra FN, havde til formål at genforene øen som optakt til optagelse i EU. Men forhandlinger mellem EU og de græsk-cypriotiske ledere bremsede den interne dialog i Cypern, og genforeningen trak ud. Uenigheden mellem Grækenland og Tyrkiet på dette punkt bidrog til, at forhandlingerne blev vanskelige. EU besluttede, at den græske del af øen kunne optages som selvstændigt medlem på grund af vanskelighederne mellem Tyrkiet og Cypern.

#### Missil-krisen på Cypern
Fra tidligt 1997 fortalte medierne om den politiske konflikt mellem republikken Cypern og Tyrkiet, der blev udløst af cypriotiske planer om at installere to russisk-producerede S-300 jord til luft-missiler forskellige steder på den græsk-cypriotiske side. Krisen endte i december 1998.

#### Topmødet i København og signering af traktat med EU
Den 12.-13. december 2002 holdt Det Europæiske Råd og Tyrkiet et topmøde i København. (Siden 1977 har der været forgæves forhandlinger om at genforene øen. Der var internationale forhåbninger om, at der ville komme et gennembrud på topmødet i København, der ville bane vejen for EU's udvidelse mod øst, men det blev en fiasko.) Op til Cyperns optagelse i EU prøvede FN's generalsekretær Kofi Annan at få tilslutning til en ny fredsplan, "Annanplanen". I en folkeafstemning på øen fik planen tilslutning på den tyrkiske side (64,9 % stemte "ja"), mens et stort flertal af den græske befolkning afviste planen som utilstrækkelig og stemte "nej" (75,8 %). Grækernes vigtigste indvending mod planen var, at den ville give for få af flygtningene fra 1974 ret til at vende hjem (ca. halvdelen.))
Tiltrædelsestraktaten 2003 blev underskrevet med EU den 16. april.

#### Åbning af grænse og afvisning af Annan-planen
Grænsen som deler Cypern, blev åbnet for trafik den 23. april 2003.
Folkeafstemning om Annan-planen blev holdt den 24. april 2004 i Republikken Cypern og i Nordcypern (TRNC). Forslaget fik ikke flertal i Republikken Cypern, men i TRNC fik forslaget flertal.

### Efter optagelsen i EU
Den 1. maj 2004 blev Cypern officielt optaget i EU. Officielt er hele øen nu medlem af EU, da verdenssamfundet anerkender Republikken Cyperns suverænitet over hele øen. Reelt er det kun den græske del, der er optaget, og EU-lovgivningen, acquis communautaire, bliver først indført på Nordøen, når der er indgået en politisk aftale om hele øens fremtid. Den manglende løsning på cypernkonflikten anses for en af de vigtigste forhindringer for tyrkisk medlemskab af EU.
Republikken Cypern vedtog 1.januar 2008 at bruge euroen som valuta. Den erstattede cypriotiske pund, mens Nordcypern beholdt den tyrkiske lira.
I dag er opdelingen fortsat, og den nordlige del af Cypern er næsten udelukkende befolket af etniske tyrkere og den sydlige del af etniske grækere.

## Transport
Det statsejede flyselskab Cyprus Airways havde sin hovedhub på Larnaca Internationale Lufthavn, hvor de indtil 2015 fløj til omkring 20 destinationer. I sommerperioden havde selskabet også ruter fra Paphos Internationale Lufthavn på øens vestside.
Både i Limassol og Larnaca findes store havne, hvorfra der er færgeruter og krydstogtskibe lægger til kaj.

## Erhvervsliv

### Råstoffer

#### Olieudvinding
Cypern indgik i 2017 aftaler med olieselskaberne ExxonMobil og Qatar Petroleum om prøveboringer ud for øens sydkyst.

## Præsidenter i Republikken Cypern
- 1960-74 Makarios 3.
- 1974 Nicos Sampson
- 1974-77 Makarios 3.
- 1977-88 Spyros Kyprianou
- 1988-93 Georgios Vassiliou
- 1993-2003 Glafkos Klerides
- 2003-2008 Tassos Papadopoulos
- 2008-2013 Dimitris Christofias
- 2013-2023 Nikos Anastasiades
- siden 2023 Nikos Christodoulidis

## Historiske registreringer
- 16. august 1960 - Ærkebiskop Makarios proklamerer Cyperns uafhængighed
- 14. august 1974 - efter en kortvarig våbenhvile på Cypern erobrer den tyrkiske hær en tredjedel af øen, som bliver delt i to

## Galleri
- Cypern er det mytologiske fødested for Afrodite.
- Satellitbillede af Cypern.